# Ivan Koșeliveț
Ivan Maksimovîci Koșeliveț (în ucraineană Іван Максимович Кошелівець), pe numele real: Iareșko (în ucraineană Ярешко) (n. 23 noiembrie 1907, Cernigov⁠(d), Imperiul Rus – d. 5 februarie 1999, München, Germania) a fost un critic și istoric literar, publicist, editor, traducător, memorialist și activist social ucrainean. A fost doctor în filosofie și lector la Universitatea Ucraineană Liberă din München (Germania), membru al Societății Științifice Șevcenko și al Academiei de Științe a Ucrainei.

## Biografie
S-a născut într-o familie de țărani din satul Velîka Koșelivka, ținutul Nijîn, gubernia Cernigov, Imperiul Rus (acum sat în raionul Nijîn din regiunea Cernihiv a Ucrainei). În 1930 a absolvit Institutul de Educație Publică din Nijîn, după care a lucrat ca învățător la o școală. În anii 1931-1933 a lucrat ca lector al Institutului de Educație Populară din Kremenciuk. În 1933 a fost acuzat de naționalism ucrainean, concediat de la locul de muncă și privat de dreptul de a preda în instituțiile de învățământ superior.
A predat ca profesor la școala secundară din Nijîn. În 1938 a primit permisiunea de a ține cursuri individuale de istoria literaturii ucrainene vechi la Institutul Pedagogic din Nijîn. În 1940 și-a început studiile de doctorat (studii postuniversitare) la Institutul de Literatură al Academiei de Științe a URSS. În timpul celui de-al Doilea Război Mondial a lucrat la ziarul „Nijînski visti”.
A emigrat în 1944, iar în 1946 se afla într-un lagăr pentru persoane strămutate din Tirol (Austria). Începând din 1947, aflat la Salzburg (Austria), împreună cu alți scriitori ucraineni care au emigrat din URSS, a început să publice revista „Літаври” (Litavrî). Aici a fost publicat primul său articol „Notatkî pro ukrainskîi roman” (Note despre romanul ucrainean).
În același timp, a făcut cunoștință cu Volodîmîr Kubiiovîci, care i-a oferit un loc de muncă în redacția „Ențîklopedia ukrainoznavstva” (Enciclopedia Ucrainei). Începând din 1957 a fost membru al colegiului de redacție și șef al departamentului de literatură. A scris un număr mare de articole pentru Enciclopedia Ucrainei.
Între anii 1951 și 1955 a editat pagina literară a revistei „Suceasna Ukraina” (Ucraina modernă, publicată la München). Ulterior, pe baza ei, a fost creată „Ukrainska literaturna gazeta” (Gazeta literară ucraineană), pe care Koșeliveț a redactat-o în perioada 1955-1960 împreună cu Iurii Lavrinenko. La sfârșitul anului 1960 revistele „Suceasna Ukraina” și „Ukrainska literaturna gazeta” au fuzionat, iar în ianuarie 1961 a început publicarea unui reviste literară-socio-politică intitulată „Suceasnist” („Contemporanul”). Ivan Koșeliveț a fost redactor-șef al Suceasnist în perioadele 1961-1966, 1976-1977 și 1983-1984.
În 1992, pentru prima dată după o lungă pauză, a putut să călătorească în Ucraina. Ulterior a fost de mai multe ori la Kiev, unde și-a prezentat cartea dedicată Ioanei d'Arc.
A fost căsătorit din 1959 cu poeta, prozatoarea și pictorița ucraineană Emma Аndrievska. A murit și a fost îngropat în München.
Cu scopul de a perpetua memoria lui Ivan Koșeliveț, redactorul-șef al revistei internaționale Sobornost, Oleksandr Deko, a fondat în 1999 Premiul literar internațional Ivan Koșeliveț.

## Activitatea literară
A tradus scrieri filosofice și artistice, mai ales operele lui Friedrich Nietzsche, Denis Diderot, Franz Kafka.
A fost inițiatorul și editorul mai multor cărți, printre care:
1. «Панорама найновішої літератури в УРСР. Поезія. Проза. Критика» (Panorama literaturiii contemporane din RSSU. Poezie. Proză. Critică, New York, 1963; compilator și editor; ediția a II-a completată, 1974);
2. «Симоненко В. Берег чекань» (München, 1965, 1973, retipărire la Kiev, 2001; compilator);
3. «Україна 1956–1968: Збірник документів українських дисидентів» (Ucraina 1956-1968: Colecția de documente ale disidenților ucraineni, în poloneză; Paris, 1969; Varșovia, 1986; compilator);
4. «Статті й промови з національного питання Миколи Скрипника» (Articole și discursuri cu privire la problema națională ale lui Mîkola Skrîpnîk, München, 1974; compilator și editor);
5. «Сверстюк Є. Вибране» (München, 1979; compilator)[1].

## Scrieri (selecție)
- Нариси з теорії літератури (Eseuri cu privire la teoria literaturii). München, 1954
- Сучасна література в УРСР (Literatura contemporană în RSS Ucraineană). New York, 1964
- Микола Скрипник (Mîkola Skrîpnîk). München, 1972; Kiev, 1993
- Олександр Довженко. Спроба творчої біографії (Oleksandr Dovjenko. Încercare de a crea o biografie creativă). München, 1980
- Розмови в дорозі для себе. Фрагменти спогадів та інше (Conversații pe drumul către sine. Fragmente de amintiri și multe altele). München, 1985; ed. a II-a, Kiev, 1994
- Літературний процес, дещо з віддалі. Paris, 1991
- «Про близьке й далеке, або Мені 85» / Сучасність, 1993
- Жанна д'Арк: Літературна біографія (Ioana d'Arc: Biografie literară). Kiev, 1997.